# Lutetodontopteryx tethyensis
Lutetodontopteryx tethyensis — викопний вид морських птахів вимерлої родини костезубих (Pelagornithidae), що існував в Європі у середньому еоцені (48-40 млн років тому). Описаний з добре збереженого скелета, що знайдений в піщаному кар'єрі в селі Ікове Новопсковського району Луганської області. Авторами опису стали німецький палеонтолог Геральд Майр та його український колега Євген Звонок (доцент Луганського національного університету імені Тараса Шевченка). Птах жив на узбережжі мілководного океану Тетіс.